# Härma (Raasiku)
Härma – wieś w Estonii, w prowincji Harju, w gminie Raasiku.